# Righa
Righa (en népalais : रिघा) est un comité de développement villageois du Népal situé dans le district de Baglung. Au recensement de 2011, il comptait 3 722 habitants.